# Boundless (Computerspiel)
Boundless ist ein Massen-Mehrspieler-Online-Rollenspiel (MMORPG) mit einer riesigen offenen Spielwelt im Voxel-Stil. Es wurde von der Videospielfirma Wonderstruck aus Guildford erstellt und veröffentlicht. Am 13. November 2014 erschien es auf Steam für Microsoft Windows und macOS als Early-Access-Version.

## Gameplay
Boundless ist ein Mehrspielerspiel für PC und PS4. Jeder Spieler, egal ob am PC oder auf PS4, spielt in dem gleichen offenen Universum und kann mit anderen Spielern auf beiden Plattformen gleichermaßen interagieren. Die Spielwelt besteht aus vielen verschiedenen besuchbaren Planeten, manche davon sind freundlich und voller Schönheit, andere wiederum sind voller Gefahren, dafür aber reich an Ressourcen. Der Spieler kann in der Egoperspektive oder in der Third-Person-Perspektive spielen. Zu Beginn sucht man sich einen Charakter aus verschiedenen Rassen aus und passt ihn nach seinen Vorstellungen an.
Es gibt kein wirkliches Ziel in dem Spiel. Jeder Spieler kann selbst entscheiden, was er machen möchte. Der eine Spieler wird Jäger und verkauft seine Waren an andere, ein anderer baut riesige Städte mit Freunden auf verschiedenen Planeten oder man handelt mit wertvollen Ressourcen untereinander. Durch Portale oder Warps gelangt man zu neuen oder bisher entdeckten Orten.

## Entwicklung
Im Juli 2014 wurde das Spiel unter dem Namen Oort Online angekündigt. Das Spiel bekam in kurzer Zeit sehr viel Aufmerksamkeit und das Crowdfunding Ziel wurde bereits im August 2014 erreicht.
Oort Online wurde im Oktober 2015 in seinen jetzigen Titel Boundless umbenannt. Die Veröffentlichung von Boundless war bereits für 2015 vorgesehen, wurde dann aber nach 2016 verschoben. Ende 2016 wurde der offizielle Release für PC und PS4 dann auf Sommer/Herbst 2017 verschoben.
Seit dem 13. November 2014 gibt es auf Steam eine Early Access Version mit regelmäßigen Updates.